# Conger (Minnesota)
Conger è un comune degli Stati Uniti d'America, situato nello Stato del Minnesota, nella Contea di Freeborn.